# Washington State Cougars

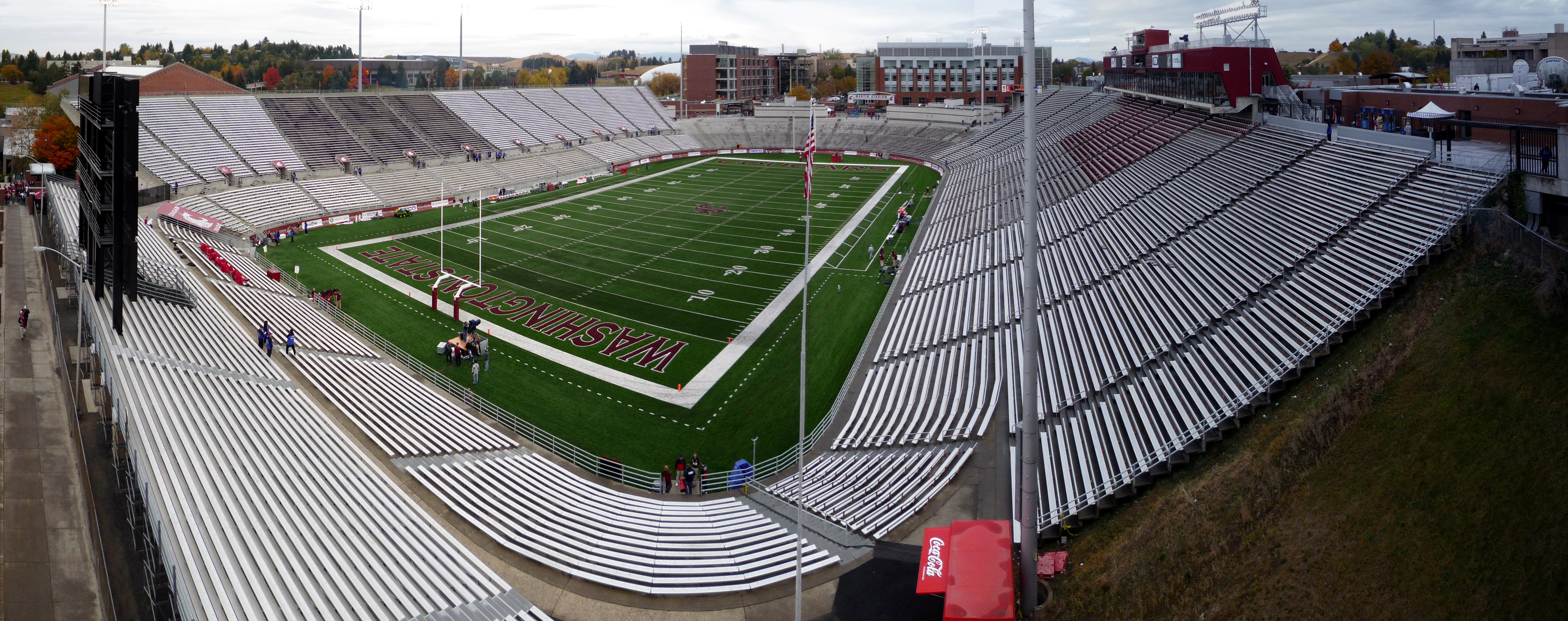
Martin Stadium

Washington State Cougars (español: Pumas de la Estatal de Washington) es el equipo deportivo de la Universidad Estatal de Washington en Pullman, Washington. Los equipos de los Cougars participan en las competiciones universitarias organizadas por la NCAA, y forman parte de la Pacific-12 Conference. 

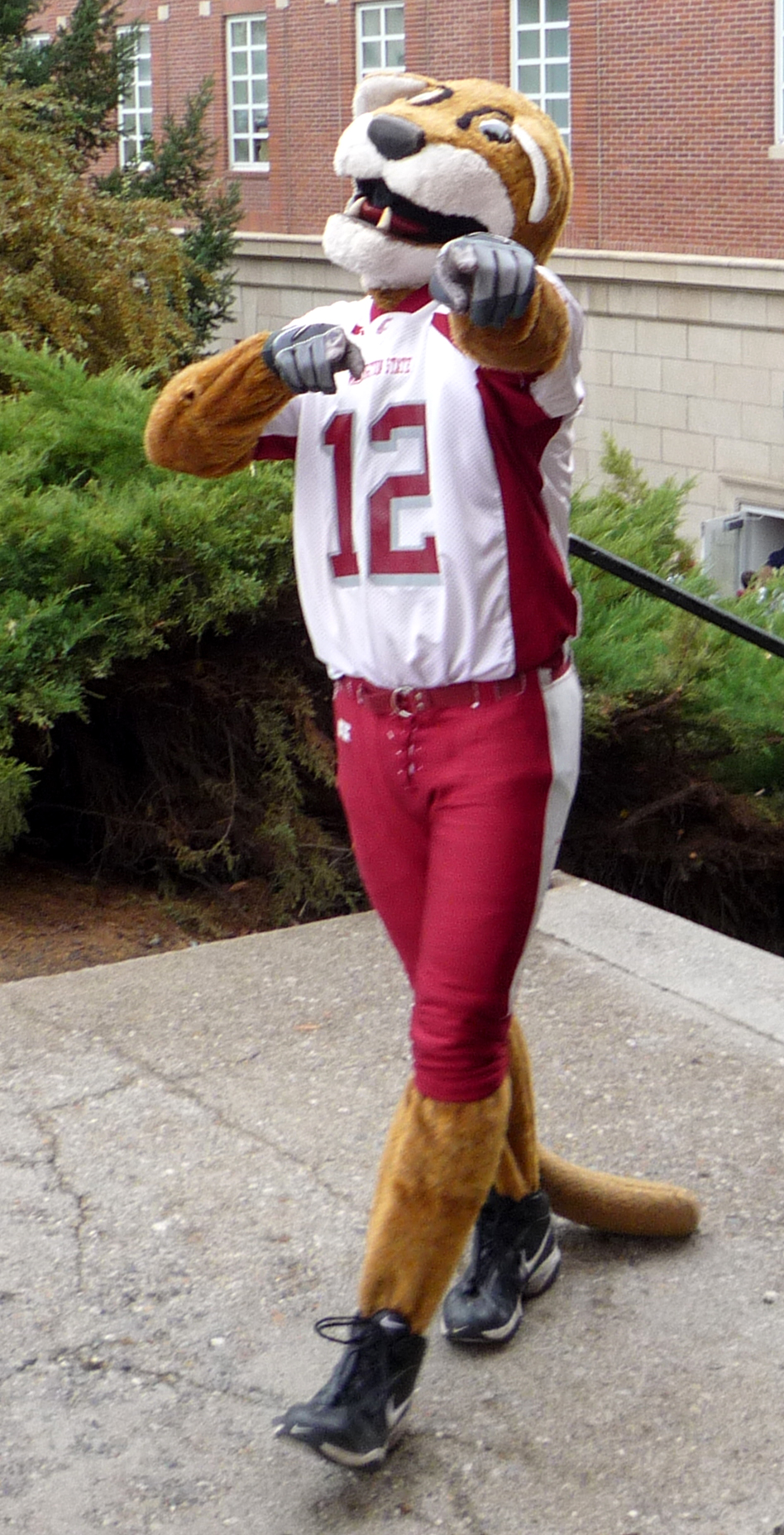
Butch T. Cougar (mascota).

El equipo más popular de esta universidad es el de fútbol americano, que coronó la división PAC-10 en 1997 y 2002. Logrando una temporada perfecta en 1915 con 13 victorias y una derrota, los Cougars se alzaron con la Rose Bowl en 1916 imponiéndose 14-0 a Brown. A pesar de estos resultados, nunca han conseguido un título nacional. Los Cougars mantienen una rivalidad muy intensa con Washington Huskies.
En baloncesto, el equipo es regular, llegando a la Final Four en 1914 y eliminándose con Wisconsin Badgers por 39-34.